# 사역동물

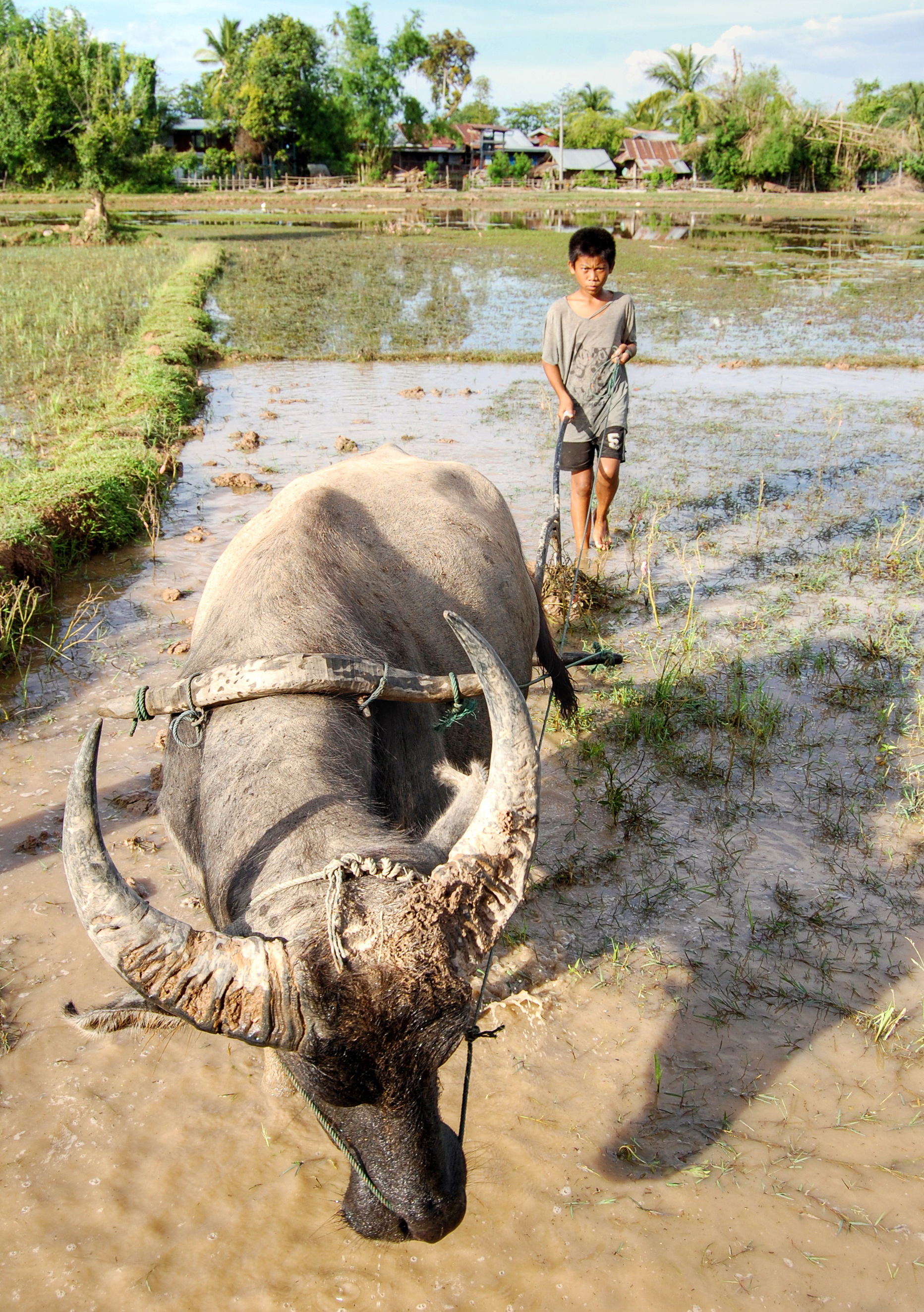
물소를 몰아 땅을 갈고 있다.

사역동물(使役動物, 영어: working animal)은 인간을 위해 일을 하는 동물을 뜻하며 노동동물이라고도 한다. 사역동물의 역사는 인류가 농사를 짓기 이전 수렵채집사회로 거슬러 올라간다. 이 때부터 사역견을 길렀다.
사역동물은 일반적으로 가축화되는 동물로, 동물성 제품을 수확하기 위해 도살되는 대신 인간이 사육하고 작업을 수행하도록 훈련받은 동물이다. 일부는 육체적인 힘(예: 황소 및 초안마) 또는 운송(예: 말 및 낙타 타기)에 사용되는 반면, 다른 일부는 특정 특수 작업(예: 사냥 및 안내견, 전령비둘기, 낚시 가마우지)을 수행하도록 훈련된 보조 동물이다. 이것들은 또한 착유나 방목을 위해 사용될 수도 있다. 일부는 작업 수명이 끝나면 고기나 가죽을 만드는데 사용될 수도 있다.
사역동물의 역사는 수렵채집인의 조상이 개를 사용했기 때문에 농업보다 앞섰을 수 있다. 전 세계적으로 수백만 마리의 동물이 주인과 관계를 맺고 일한다. 가축화된 종은 특히 말과 사역견 등 다양한 용도와 조건에 맞게 사육되는 경우가 많다. 사역동물은 일반적으로 농장에서 사육되지만 돌고래와 일부 아시아 코끼리와 같은 일부는 여전히 야생에서 포획된다.
사람들은 동물에게서 다양한 능력을 활용해 왔으며 심지어 산업화된 사회에서도 많은 동물을 일에 사용한다. 사람들은 말, 코끼리, 소의 힘을 이용해 수레를 끌고 짐을 옮긴다. 경찰은 불법 물질을 찾고 수배자를 체포하는 데 개를 사용하고, 다른 경찰은 개를 사용하여 사냥감을 찾거나 실종되거나 갇힌 사람을 수색한다. 사람들은 낙타, 당나귀, 말, 개 등 다양한 동물을 타고 다니거나 마차와 썰매를 끄는 등 이동 수단으로 이용한다. 개와 원숭이를 포함한 다른 동물들은 장애인을 돕는다.
드문 경우지만, 야생 동물은 길들여질 뿐만 아니라 일을 수행하도록 훈련을 받는다. 그러나 종종 참신함이나 오락을 위해서만 야생 동물은 진정한 가축화된 사역동물의 신뢰성과 온화한 성격이 부족한 경향이 있기 때문이다. 반대로 모든 가축이 사역동물은 아니다. 예를 들어, 고양이가 쥐를 잡을 수는 있지만 이는 본능적인 행동이지 인간의 개입으로 훈련될 수 있는 행동이 아니다. 양이나 토끼와 같은 기타 가축은 농업용으로 고기, 가죽, 양모를 생산할 수 있지만 작업에는 적합하지 않는다. 마지막으로, 대부분의 작은 새(특정 종류의 비둘기 제외)와 같은 작은 애완동물은 일반적으로 동반자 역할을 하는 것 외에는 일을 수행할 수 없다.

## 일의 종류
- 사람이 타거나 짐을 싣는 용도. 주로 소, 말, 낙타, 라마, 순록, 염소, 당나귀 등이 쓰이며 코끼리나 타조도 종종 쓰인다.
- 수렵용. 주로 사냥개, 고양이, 페럿 등이 쓰인다. 가마우지는 고기잡이에 사용되는 아시아의 특이한 케이스다.
- 가축을 모는 용도. 보더 콜리나 오스트레일리언 셰퍼드 같은 목양견이 하는 일이다.
- 구조. 조난된 사람을 탐색/구조하는 일로 세인트 버나드나 저먼 셰퍼드나 훈련된 말이 하는 일이다.
- 코끼리는 전쟁에 쓰였다.
- 돼지, 쥐 그리고 돌고래는 지뢰 제거에 쓰인다.
- 일하는 쥐(en:Working rat)는 컴퓨터 케이블을 연결하거나 엔터테인먼트에 사용된다. 지뢰 제거에는 감비아도깨비쥐(Gambian pouched rat)이 사용된다.
- 맹인안내견과 같은 도우미견은 몸이 불편한 장애인을 돕는 일을 한다.
- 경찰견과 경찰 말
- 전서구
- 식물 채집. 프랑스에서는 돼지를 훈련시켜 송로버섯을 찾는다.

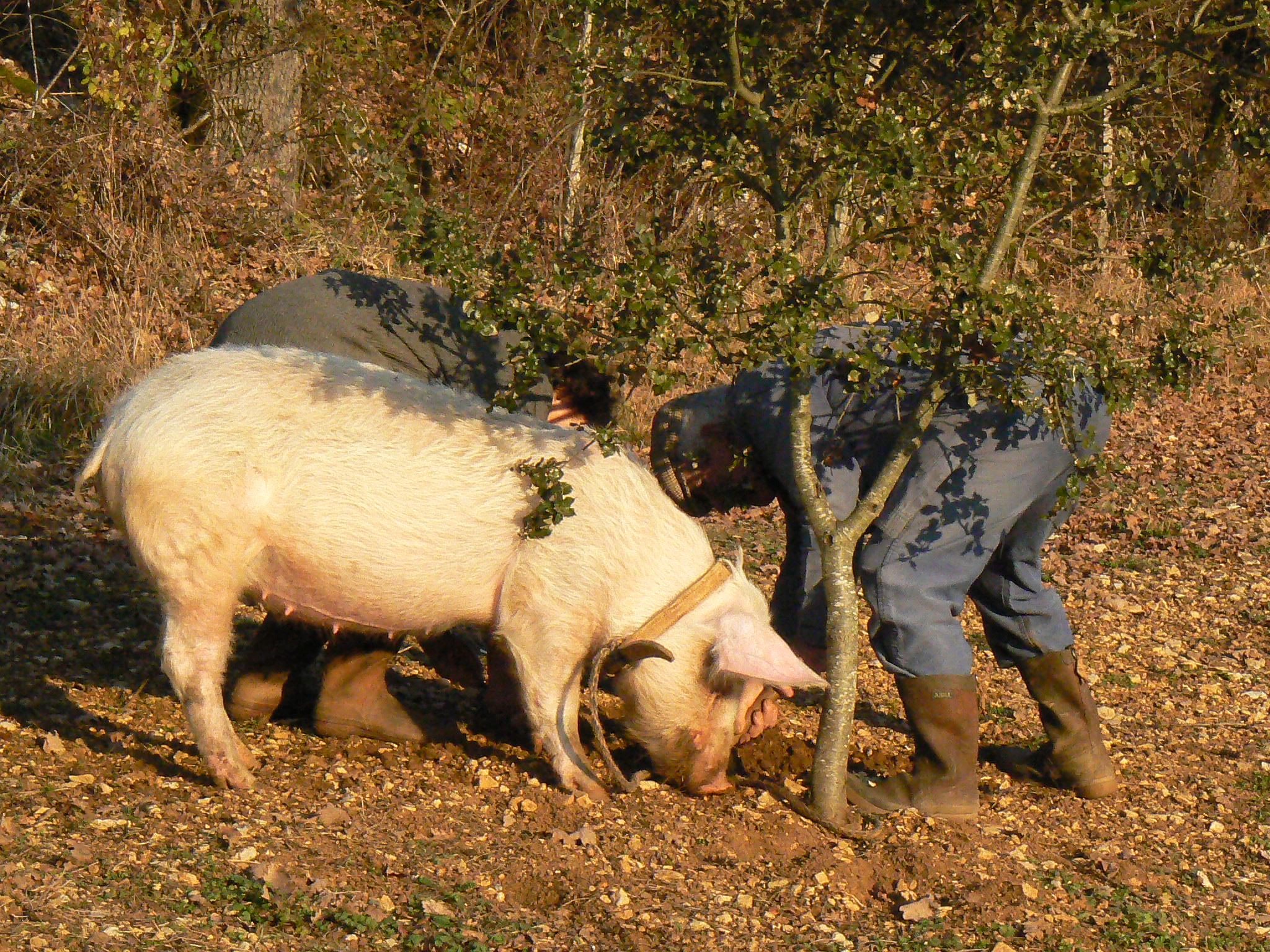
돼지를 이용해 트뤼프를 찾고 있다.

## 종류
- 전서구
- 돌고래
- 코끼리
- 경제동물